# Pseudanophthalmus fuscus
Pseudanophthalmus fuscus är en skalbaggsart som beskrevs av Valentine. Pseudanophthalmus fuscus ingår i släktet Pseudanophthalmus och familjen jordlöpare. Inga underarter finns listade i Catalogue of Life.